# Zoltán Eötvös
Zoltán Eötvös (* 5. März 1891 in Tokaj; † 21. Oktober 1936 in Budapest) war ein ungarischer Eisschnellläufer.
Eötvös wurde im Jahr 1924 Zweiter bei den ungarischen Meisterschaften und in den Jahren 1925 bis 1928 viermal ungarischer Meister im Mehrkampf. Im Winter 1927/28 lief er bei der Mehrkampf-Weltmeisterschaft 1928 in Davos auf den 18. Platz und bei den Olympischen Winterspielen in St. Moritz auf den 20. Platz über 5000 m, auf den 19. Rang über 500 m sowie auf den zehnten Platz über 1500 m. In den folgenden Jahren nahm er an der Mehrkampf-Europameisterschaft 1929 und der Mehrkampf-Europameisterschaft 1932 in Davos teil, die er aber beide vorzeitig beendete.

## Persönliche Bestleistungen
| Disziplin | Zeit        | Datum            | Ort        |
| --------- | ----------- | ---------------- | ---------- |
| 500 m     | 45,7 s      | 1. Februar 1931  | Davos      |
| 1500 m    | 2:27,9 min  | 11. Februar 1928 | St. Moritz |
| 5000 m    | 9:04,3 min  | 1. Februar 1931  | Davos      |
| 10.000 m  | 19:10,2 min | 4. Februar 1928  | Davos      |